# PBC CSKA Moscou
El PBC CSKA Moscou és un equip rus professional de basquetbol de la ciutat de Moscou. La temporada 2019-2020 participa en l'Eurolliga i en la VTB United League.

## Història
És un dels club històrics del basquetbol rus que més títols ha guanyat: vuit eurolligues, 24 lligues soviètiques i 19 lligues russes. Era el club de l'exèrcit soviètic perquè era conegut com l'armada roja.

## Palmarès

### Tornejos Internacionals
- 8 Copa d'Europa de bàsquet/Eurolliga de bàsquet: 1961, 1963, 1969, 1971, 2006, 2008, 2016[1],2019[2]
- 1 North European Basketball League: 2000.
- 7 VTB United League: 2009, 2010, 2012, 2013, 2014, 2015, 2016,[3] 2017[4]

### Tornejos nacionals
- 24 Lliga de bàsquet de l'URSS: 1945, de 1960, 1961, 1962, 1964, 1965, 1966, 1969, 1970, 1971, 1972, 1973, 1974, 1976, 1977, 1978, 1979, 1980, 1981, 1982, 1983, 1984, 1988, 1990.
- 19 Lliga russa de bàsquet: 1992, 1993, 1994, 1995, 1996, 1997, 1998, 1999, 2000, 2003, 2004, 2005, 2006, 2007, 2008, 2009, 2010, 2011, 2012. 2013, 2014, 2015, 2106, 2017, 2018, 2019
- 3 Copa de bàsquet de l'URSS: 1972, 1973, 1982.
- 4 Copa russa de bàsquet: 2005, 2006, 2007, 2010.

## Jugadors destacats
- Marcus Brown
- Victor Alexander
- Rusty LaRue
- David Vanterpool
- Theodoros Papaloukas
- Nikos Hatzivrettas
- Dimosthenis Dikoudis
- Dragan Tarlać
- Miloš Teodosić
- Gordan Giriček
- Óscar Torres
- Andrei Kirilenko
- J. R. Holden
- Sergei Bazarevich
- Sergei Panov
- Nikita Morgunov
- Víktor Khriapa
- Vitaly Fridzon
- Sasha Kaun
- Alexey Shved
- Yaroslav Korolev
- Serguei Belov
- Martin Müürsepp
- Darius Songaila
- Gintaras Einikis
- Rimas Kurtinaitis
- Ramūnas Šiškauskas
- Gundars Vētra
- Alzhan Zharmukhamedov
- Aleksandr Vólkov
- Vladimir Tkachenko
- Rubén Wolkowyski
- Mirsad Türkcan
- Nando De Colo